# Status praesens
Status praesens (lat. současný stav, obvykle značený zkratkou SP, někdy i počeštěle status prezens) je součást chorobopisu pacienta, ve které je popsán vzhled nemocného, zejména výsledky fyzikálního vyšetření. Pro status praesens platí zásada, že lékař musí zaznamenávat i to, co nenalezl, oblíbená zkratka b.p.n. (bez patologického nálezu) je chybou, protože neříká, co všechno lékař vyšetřoval.

## Základní vyšetření
Při základním (obvykle nazývaném interním či internistickém) fyzikálním vyšetření se postupuje obvykle systematicky, postupně se vyšetřuje nejprve celkový vzhled nemocného a potom jednotlivé části těla. Pro podrobné vyšetřená je vhodné, aby byl pacient vysvlečený. Součástí je i stanovení základních údajů jako tělasná výška a váha, výpočet BMI, tělesná teplota a krevní tlak. Orientačně se hodnotí i psychická stránka nemocného, např. úroveň bdělosti, neklid nemocného, spolupráce, intelekt, apod.

### Celkový vzhled nemocného
V rámci celkového vzhledu nemocného zkoumá celkové držení těla, chůze, výrazné asymetrie postavy nebo držení těla. Lékař hodnotí i barvu a stav kůže. Dotazem a v případě potřeby i vyšetřením se hodnotí klaudikace (bolest při chůzi). 

### Hlava
Na hlavě lékař hodnotí tvar lebky, vlasovou hranice, pátrá po jizvách a jiných viditelných změnách na kůži (souhrnný název je eflorescence), zkouší aktivní (volní) i pasivní (pohyb lékařem) pohyblivost.  Pohmatem a poklepem lékař vyhledává případná bolestivá místa. Součástí vyšetření hlavy je i orientační vyšetření funkce hlavových nervů a dutiny ústní včetně chrupu. Nezbytnou součástí je i vyšetření očí včetně pohledu na spojivku (pod víčko).

### Krk
Na krku lékař vyšetřuje pohmatem především štítnou žlázu, mízní uzliny a krkavice. Nad krkavicí lze někdy i slyšet šelest.

### Hrudník
Na hrudníku si lékař všímá tvaru a pohybů při dýchání. Poklepem a poslechem vyšetřuje plíce a srdce. 

### Břicho
Na břichu si lékař všímá velikosti, protože se vyšetřuje ležící pacient, orientačně se hovoří o břichu v niveau (v nyvó), je-li zhruba v úrovni hrudníku, a o břichu nad a pod niveau, je-li výrazněji vystouplé nebo vpadlé. V případě, že jde o břicho nad niveau, se lékař pokouší rozlišit, zda je příčinou tuk nebo patologický proces v dutině břišní. Lékař hodnotí pohyby břišní stěny při dýchání, všímá si jizev a pátrá po jejich příčinách. Velký význam má pro lékaře bolestivost břicha, samovolná i vyprovokovaná poklepem či pohmatem. Při pohmatu lékař pátrá po hmatných tužších okrscích, tzv. rezistencích. 

### Vylučovací soustava
Vylučovací soustavu je těžké přímo vyšetřit. Lékař obvykle zkouší jen poklep ledvin (tzv. tappotement, zkratka tppt.), který může být bolestivý (pozitivní) při zánětlivém onemocnění ledvin. 

### Končetiny
U končetin lékař vyšetřuje především tvar, kůži, pohyblivost a svalovou sílu. Neurologové a ortopedi vyšetřují končetiny mnohem podrobněji, studují pohyblivost ve velkých kloubech, svalovou sílu a vyšetřují vedení vzruchu v nervech.